# Albedo 0.39
Albedo 0.39 è il quarto album in studio del musicista greco Vangelis, pubblicato nel 1976 dalla Windham Hill Records.

## Descrizione
Albedo 0.39 fu la settima pubblicazione discografica ufficiale fra album e colonne sonore ed il secondo album prodotto da Vangelis ai Nemo Studios di Londra, che furono la sua base creativa dal 1975 al 1987. A differenza dal precedente Heaven and Hell caratterizzato da un'atmosfera prevalentemente classicheggiante, Albedo 0.39 accosta al noto sound elettronico e classicheggiante le sonorità del fusion e blues già sperimentate in Hypothesis.

### Albedo
L'opera è un concept album i cui brani hanno in comune l'osservazione degli spazi cosmici e della terra come pianeta. Il titolo dell'album infatti si riferisce all'albedo, ovvero la misura con cui si calcola il potere riflettente di un corpo celeste. 0.39 è l'albedo della Terra. 
(Nota nella copertina dell'LP)
.

### Le tracce
- Pulstar (neologismo derivato dalla fusione tra le parole pulsar e star) è costruito su una sequenza "pulse" di un sintetizzatore e una tromba sintetizzata come melodia principale.
Questo brano ha avuto un vasto utilizzo televisivo come sigla, o jingle pubblicitario finendo per essere associato a diversi programmi in tutta europa. È stata utilizzata (e lo è ancora) diverse volte: ad esempio nelle pubblicità di due programmi televisivi, SportsCenter della ESPN e TV Patrol della CNN. Molte emittenti locali utilizzarono Pulstar come sigla di programmi, tra cui WNEW (Boston), CBLT (Toronto) e CFCF12 (Montréal). In Brasile il brano venne utilizzato in uno spot TV per la ditta produttrice di sigarette Advance. In Italia viene pubblicata nel 1977 su 45 giri in quanto usata come sigla del programma televisivo Tam Tam (rotocalco televisivo italiano in onda come appendice settimanale del TG1 e precedentemente chiamata TV7), della durata di circa un quarto d'ora. Nel 1980, curiosamente facendo ascoltare a 33 giri il succitato 45, la parte principale viene adoperata anche dal GR1 quale sigla della rubrica mattutina sindacale GR1 Lavoro. Uno stralcio verrà poi usato per uno spot dell'Alfa Romeo 33, e dal 2009 il brano introdurrà altre rubriche del TG1.
- Freefall è un breve brano costruito su una sequenza di gamelan su cui si libra un'ampia melodia pentatonica. Il brano si salda senza soluzione di continuità al seguente.
- Mare Tranquillitatis è formata da un tappeto sonoro inquietante di accordi atonali che, suggerendo infinite distanze spaziali si sovrappone alla registrazione delle voci di astronauti in allunaggio.
- Main Sequence è probabilmente il brano più sperimentale: si sviluppa su una inarrestabile sequenza "pulse" e una frenetica batteria. Su tale base si sovrappongono dei riff ritmicamente irregolari che lasciano il campo a diversi soli di synth con timbro di tromba. Il brano con un progressiva rarefazione del ritmo trascolora nel successivo:
- Sword of Orion è un altro breve pezzo dall'atmosfera rarefatta costruito su un semplice arpeggio, un lieve sottofondo armonico di archi acuti e una melodia struggente.
- Alpha, la traccia con cui inizia il lato B del vinile, presenta una melodia semplice e quasi monodica che si ripete molte volte con successive sovrapposizioni di nuovi strumenti e accompagnamenti fino al finale, in cui su un accompagnamento orchestrale attraversa diverse modulazioni per sfociare nel brano successivo. In Italia è stata utilizzata negli anni '80, come sottofondo per lo spot di "Brancamenta".
- Nucleogenesis è una suite in due ampi movimenti caratterizzata da una sonorità oscura che dopo una introduzione di organo a canne, lancia varie linee "pulse" di sintetizzatore in terzine che portano il riff principale in diverse tonalità. A seguito dell'aggiunta progressiva di timbri di archi e fiati il pezzo sembra perorare il suo sviluppo in un finale chiuso, salvo ripartire con la seconda parte in un funambolico parossismo dove a parità di ritmo le melodie enunciano fraseggi blues e rock con una presenza molto importante della batteria. Il brano solo alla fine raggiunge il suo climax tornando a sonorità classicheggianti e volgendo l'atmosfera oscura in un luminosa marcia trionfale che termina in dissolvenza.
- La "title track" che chiude l'album è un brano atmosferico costruito su arpeggi di sintetizzatore con una voce che enuncia i dati astronomici di descrizione della Terra, sfumando nella ripetizione del dato dell'albedo.

Estratti di Pulstar ed Alpha sono inclusi in alcuni episodi del documentario Cosmo di Carl Sagan e nel film Death of a Princess.

## Tracce
1. Pulstar – 5:45
2. Freefall – 2:20
3. Mare Tranquillitatis – 1:45
4. Main Sequence – 8:15
5. Sword of Orion – 2:05
6. Alpha – 5:45
7. Nucleogenesis (part one) – 6:15
8. Nucleogenesis (part two) – 5:50
9. Albedo 0.39 – 4:30

## Musicisti
- Vangelis - sintetizzatori, batteria, basso, percussioni, stilofono, gamelan, campionamenti
- Keith Spencer-Allen - ingegnere del suono, voce in Albedo 0.39[2]